# Землетрясения на Санторини (2025)
Землетрясения на Санторини в 2025 году относятся к серии сейсмических событий, начавшихся в феврале 2025 года на греческом острове Санторини и в его окрестностях. Эти события привели к принятию чрезвычайных мер на нескольких островах Эгейского моря и вызвали опасения по поводу возможного усиления сейсмической активности в регионе.

## Тектоническая обстановка
Архипелаг Киклады расположен в зоне экстенсивной тектоники на плите Эгейского моря, между Южно-Эгейской вулканической дугой на юге и продолжением Северо-Анатолийского разлома на севере. Расширение является результатом выпячивания Эллинской дуги в результате плоской субдукции Африканской плиты.

## Землетрясения
1-2 февраля 2025 года было зафиксировано более 200 подводных толчков. Эпицентры находились в основном между островами Санторини, Анафи, Аморгос, Иос и необитаемым островком Анидрос. Магнитуда многих землетрясений превышала 4,5. Самое сильное землетрясение произошло 4 февраля и имело магнитуду 5,3. Хотя эксперты определили, что землетрясения имели тектоническую, а не вулканическую природу, характер и частота сейсмической активности вызвали серьезное беспокойство среди учёных и властей. Сейсмолог Манолис Скордилис заявил, что активизировалась линия сейсмического разлома, способная вызвать землетрясение магнитудой более 6,0. Учёные подчеркнули, что основное сейсмическое событие, возможно, ещё не произошло.

## Ущерб
Землетрясения привели к обвалам земли и камней по всему острову, один из которых разрушил приют.
Греческие власти приняли ряд экстренных мер, в том числе направили в регион бригады скорой помощи и спасательную команду из 26 человек с собакой-спасателем. На Санторини, Анафи, Аморгосе и Иосе были закрыты школы. Доступ в районы, расположенные вблизи скал, был ограничен из-за риска оползней. В Фире было создано несколько пунктов сбора для эвакуации. Доступ к береговой линии и некоторым портам, включая старый порт Санторини, был ограничен из-за риска цунами, а жителям было приказано перебраться вглубь острова.
Министр гражданской обороны Греции Василис Кикилиас подчеркнул, что меры реагирования носят предупредительный характер. Премьер-министр Греции Кириакос Мицотакис, выступавший в Брюсселе, призвал к спокойствию, признав интенсивность землетрясения. Отелям было рекомендовано слить воду из бассейнов, чтобы свести к минимуму возможный ущерб от землетрясения. Авиакомпания Aegean Airlines на два дня увеличила частоту рейсов между Афинами и Санторини, чтобы провести эвакуацию. Паромные компании увеличили частоту рейсов в ответ на растущий спрос, что привело к образованию длинных очередей в портах эвакуации. Около 6 000 жителей покинули остров на пароме, начиная со 2 февраля, и до 2 700 — по воздуху с 3 по 4 февраля. Региональный пожарный департамент Южных Эгейских островов был приведен в состояние общей готовности.